# 九一式手榴弾
九一式手榴弾（きゅういちしきてりゅうだん）は、大日本帝国陸軍が破片手榴弾・小銃擲弾用として採用した十年式手榴弾の改良型である。第二次世界大戦が始まった当時、手投げ式兵器としては九七式手榴弾へと更新されていたものの、日中戦争の参加部隊や予備兵力、また、大日本帝国海軍の海軍陸戦隊では未だに使用されていた。

## 背景と開発
日本陸軍は近接兵器としての手榴弾に注目し、こうした兵器を白兵戦用のものとして最も効果的に活用する研究を始めた。初期の手投げ式破片型手榴弾は十年式手榴弾である。この手榴弾が前線の兵士のもとに登場してすぐ後、いくつかの問題が生じた。投擲する際、信管が不安定で不正確なことから、十年式手榴弾は投げ手にとってひどく危険なものとなった。また、この兵器は普通のものより小型であると見られており、所要の致死性を欠いていた。1931年、陸軍の技術部門はこうした問題に対処するため改良版を開発した。戦場での手榴弾と迫撃砲の使用について慎重に研究した後、日本陸軍は手榴弾、小銃擲弾および、擲弾・小型迫撃砲弾において統一されたシステムを作り出した。これらは都市部、塹壕、あるいはジャングルといった環境での近距離戦闘に、理想的に適合していた。
この設計思想の一部として、日本陸軍は1932年までに、ほぼ普遍的な融通性を持つ破片型手榴弾を一通り揃えて採用した。九一式手榴弾は投擲が可能であり、迫撃砲に似た擲弾筒でも使用可能だった。

## 設計
九一式手榴弾は、これ以前に採用されていた十年式手榴弾とほぼ同一の設計で作られている。九一式手榴弾の主な相違点は、十年式手榴弾の弾体頂部に溝が入っていることと比べ、九一式は皿状の頂部を持つことである。十年式手榴弾と同様、弾体底部のねじが刻まれたソケット部分は、擲弾筒での使用を考えて付けられた補助推進用の容器（装薬室）になっている。信管の内部構造は、雷管を打撃点火した後に火道内部の遅延薬が燃焼するものになっている。使用に先立ち、いったん安全ピンと被帽（キャップ）を外して、撃針をねじ込んでおく必要がある。点火するにはまず安全ピンを引き抜き、被帽の頂部を打撃すると撃針がばねの圧力に抗して押し下げられ、雷管を突く。信管の側面には小穴があり、使用前には金属箔でふさがれているが、延期薬の燃焼にともなって小穴から煙が噴き出る。この手榴弾は炸裂する前に7-8秒の遅延秒時を組み込んでいる。この特徴は九一式手榴弾の他の用途、つまり、擲弾筒からの発射や小銃擲弾としての使用を考慮して組み込まれたもので、長い遅延秒時は標的に到達するまでの長射程の飛行を可能としている。また、この手榴弾は擲弾筒での使用を考慮して、弾体下部の装薬室内部に推進用の装薬と雷管を収納している。擲弾筒の砲弾に使われる際には、発射時の慣性により、撃針がばねの弱い圧力に抗して押し下げられ、雷管を叩いて信管が自動的に作動する。加えて、九一式手榴弾は床板や椅子の下に安全ピンを除去して設置し、ブービートラップとして使用できた。
しかし、九一式手榴弾は他の日本製手榴弾と同様、弾体・信管・炸薬の製造と量産の欠陥に苦しめられた結果、威力のまちまちな爆発、遅延秒時の不整、弾体が不規則に破片化するなどの問題を生じた。戦争中、これらの製造上の問題は未解決のままとされた。

## 派生型
実戦では手投げ用として、九一式手榴弾の7-8秒という遅延秒時は長すぎるものであり、敵がこれを拾い上げて投げ返すのを許すことになった。この解決にあたり、破片型の九七式手榴弾は最初から投擲での使用を意図して採用された。また、九七式手榴弾の遅延秒時は4秒とされ、擲弾筒で撃ち出すために装薬室を設けるような設計を行わなかった。製造工程を単純化するこうした変更は一方で、後の任務における不慮の使用を妨げた。短い遅延秒時の九七式手榴弾が生産に入り、前線で戦う部隊に届けられる一方、日本軍は擲弾筒用および手投げ用の武器として従前の九一式手榴弾を使い続けた。九一式手榴弾の多くは4-5秒の遅延秒時にするため改修され、信管も延期時間が短いものに交換され、弾体底部のめねじが削り取られたほか、弾体の外周に小さな張り出しが溶接された。これは、十年式擲弾筒や八九式重擲弾筒に装填できないようにするためで、また、弾体底部が白く塗色されていた。この結果、作り出された改修済みの九一式手榴弾は、その白い弾体を除き、九七式手榴弾と外観がほぼ同一のものとなった。

## 戦闘記録
日中戦争当時、九一式手榴弾の改良型が日本軍歩兵の標準的手榴弾として登場し、また、第二次世界大戦を通じて様々な作戦に投入された。